# Saira Shah
Saira Shah (Londra, 5 ottobre 1964) è una giornalista, scrittrice documentarista britannica.

## Biografia
Shah è nata a Londra ed è cresciuta nel Kent. Ha frequentato la Bryanston School e ha studiato arabo e persiano alla School of Oriental and African Studies della University of London, laureandosi nel 1986. Il padre Idries Shah, è stato uno scrittore afgano autore di libri sul Sufismo.
La madre è per metà persiana e per metà inglese. 
Lo scrittore  Tahir Shah  è suo fratello. 
Saira ha anche una sorella Safia Shah, gemella di Tahir. 
Ha fatto il suo primo viaggio in Afghanistan quando aveva 21 anni. Ha lavorato per 3 anni nel Peshawar come reporter documentando l’invasione sovietica dell’Afghanistan ha lavorato anche come giornalista per Channel 4 News fino al 2001. È stata sposata per cinque anni con un reporter svizzero conosciuto a Peshawar dal quale ha poi divorziato. 
Saira Shah ha lavorato con James Miller su molti progetti tra cui la realizzazione di alcuni documentari: Beneath the Veil (2001) e Unholy War (2001) per conto della Hardcash Productions entrambi per la serie Dispatches di Channel 4; Death in Gaza (2004), per la loro compagnia televisiva Frostbite Films. Miller è stato ucciso nel 2003.
Nel 2004, Shah ha vinto un premio BAFTA Current Affairs per Death in Gaza e nel 2005 il film ha vinto tre Emmy Award. Saira il 10 agosto 2003 ha partecipato al programma televisivo Breakfast with Frost.
Attualmente vive tra Londra e la campagna francese con il suo compagno, il giornalista e fotografo Scott Goodfellow, e i figli Hamish and Rosie Goodfellow. La prima figlia, Ailsa Goodfellow, è morta improvvisamente per un’embolia polmonare all’inizio del 2017. Shah ha detto: "Ailsa è stata la mia ispirazione per il romanzo, The Mouse-Proof Kitchen, basato sulla sua vita e pubblicato nel 2013. Ailsa era diventata la nostra insegnante, dimostrando come vivere con coraggio, pazienza e gioia. Era la prova che l’essenza dell’umanità risiede molto più in profondità che nel mero sviluppo." Il romanzo è un vivido resoconto di come Anna e il marito Tobias (due personaggi inventati) affrontino la nascita della figlia Freya e delle esperienze a cui dovranno essere sottoposti prima di poter pienamente apprezzare il miracolo della sua vita.

## Film
- Beneath the Veil[7]
- Death in Gaza[8]
- Unholy War[9]

## Libri
- Shah Saira, L'albero delle storie.Il ritorno in Afghanistan terra di leggenda e patria  straziata, traduzione di V. Vega, Bompiani, 2004, ISBN 88-452-0146-5. orig.  The Storyteller's Daughter: One Woman's Return to Her Lost Homeland, New York, NY, Anchor Books, 2003, ISBN 1-4000-3147-8.
- Shah Saira, The Mouseproof Kitchen, London, England, Harvill Secker, 4 aprile 2013, ISBN 1-4767-0564-X.

## Articoli
- Saira Shah, 'Afghaniyat' is alive and well in Afghanistan, in The Guardian, Guardian Media Group, 7 aprile 2011. URL consultato il 9 settembre 2012.
- Saira Shah, 'She began to smile at us' – living with my profoundly disabled child, in The Guardian, Guardian Media Group, 30 marzo 2013. URL consultato il 1º aprile 2013.
- Saira Shah, Having a disabled daughter nearly cost me the man I love: SAIRA SHAH and her husband were tested to the limit when fate dealt them the cruellest hand, in Daily Mail, Associated Newspapers, 24 aprile 2013. URL consultato il 3 maggio 2013.

## Interviste
- Robert Birnbaum, Saira Shah: Identity Theory, in Identity Theory, 19 novembre 2003. URL consultato il 9 settembre 2012.
- Jessamy Calkin, Difficult truths: Saira Shah interview, in The Daily Telegraph, Telegraph Media Group, 1º aprile 2013. URL consultato il 1º aprile 2013.